# Леукофиллум кустарниковый
Леукофи́ллум куста́рниковый (лат. Leucophyllum frutescens) — вид цветковых растений рода Леукофиллум (Leucophyllum) семейства Норичниковые (Scrophulariaceae).

## Ботаническое описание
Вечнозелёный кустарник. Одиночные верхушечные цветки с колоколовидным или воронковидным венчиком с 5 долями и 2 губами.

## Ареал и местообитание
Произрастает в Техасе на юго-востоке США, а также в штатах Коауила, Нуэво-Леон и Тамаулипас на севере Мексики. Растёт на каменистых известковых почвах.

## Экология
Леукофиллум кустарниковый является хозяйским растением для гусениц бабочек Chlosyne theona и Eupackardia calleta.

## Хозяйственное значение и применение
Леукофиллум кустарниковый — популярное декоративное растение в регионах с тёплым и сухим климатом. Ему необходимо минимальное количество воды. Известно несколько различных сортов, например, 'Green Cloud', 'White Cloud', 'Compacta', 'Convent' и 'Bert-Star'.

## Синонимика
- Leucophyllum frutescens f. albiflorum Clover
- Leucophyllum frutescens f. albineum Lundell
- Leucophyllum texanum Benth.
- Terania frutescens Berland.[5]